# TSV Neustadt temps Shooters
O Turn- und Sportverein Neustadt 1906 e.V., conhecido também como TSV Neustadt temps Shooters, é um clube de basquetebol baseado em Neustadt, Alemanha que atualmente disputa a Liga Regional Norte, correspondente à quarta divisão do país. e manda seus jogos no Sporthalle der Leine Schule.

## Histórico de Temporadas
| Temporada | Nível | Liga           | Pos. | Resultado        |
| --------- | ----- | -------------- | ---- | ---------------- |
| 2014–15   | 5     | 2.Regionalliga | 8º   |                  |
| 2015–16   | 5     | 2.Regionalliga | 4º   |                  |
| 2016–17   | 5     | 2.Regionalliga | 1º   | Promovidocampeão |
| 2017-18   | 4     | Regionalliga   | 2º   |                  |
| 2018-19   | 4     | Regionalliga   | 10º  |                  |
| 2019-20   | 4     | Regionalliga   | 6º   |                  |
| 2020-21   | 4     | Regionalliga   | 3º   |                  |
| 2021-22   | 4     | Regionalliga   | 4º   |                  |
| 2022-23   | 4     | Regionalliga   | 2º   |                  |
| 2023-24   | 4     | Regionalliga   | 1º   | Promovidocampeão |
| 2024-25   | 3     | ProB           | 13º  |                  |
| 2025-26   | 3     | ProB           |      |                  |

fonte:eurobasket

## Títulos

### 2.Regionalliga Norte-Oeste
- Campeão (1): 2016-17